# Leere Netze
Leere Netze (internationaler englischsprachiger Titel Empty Nets) ist ein Filmdrama von Behrooz Karamizade. Der Film erzählt die Liebesgeschichte eines jungen Paares im Iran. Der Film feierte Ende Juni 2023 beim Filmfest München seine Premiere und kam im Januar 2024 in die deutschen Kinos.

## Handlung
Der Iraner Amir ist Anfang Zwanzig, lebt bei seiner Mutter in einer Stadt an der Küste des Kaspischen Meeres und stammt aus armen Verhältnissen. Der junge Mann ist in Narges verliebt und sie in ihn. Da sie aber aus einer reichen Familie stammt, halten sie ihre Beziehung vorerst geheim. Amir möchte erst ausreichend Geld verdienen um von ihren Eltern akzeptiert zu werden. Er arbeitet als Kellner, aber wird gefeuert, als er seinem Chef widerspricht, der eine Hochzeitsfeier abbrechen lässt, um die Zahlung der Kosten zu erzwingen. Während er vergeblich versucht wieder Arbeit zu finden, beginnt Narges Vater für seine Tochter eine Ehe mit dem Sohn eines reichen Freundes zu arrangieren.
In seiner Verzweiflung heuert Amir bei einer zwei Fahrstunden entfernten Fischerei an. Zusammen mit dem gleichaltrigen Intellektuellen Omid, mit dem Amir sich eine karge Unterkunft teilt, fühlt er sich anfangs verloren in der Gruppe älterer Fischer, die eine strikte Rangordnung vorgeben. Es ist eine schroffe Umgebung mit harter körperlicher Arbeit für wenig Geld. Amir watet jeden Tag durchs kalte Meer, und zerrt – gemeinsam mit seinen Kollegen – die großen Netze nur mit Muskelkraft durchs Wasser. 
Doch der Lohn reicht nicht für sein Ziel. So schließt er sich schon bald einer Bande von Wilderern an, die nachts den vom Aussterben bedrohten Stör fangen, um illegal Kaviar zu gewinnen. Stück für Stück gerät er tiefer in die kriminelle Parallelwelt. Dadurch kommt er zwar schneller zu Geld, entfernt sich aber von Narges, die, je mehr sie von seinen illegalen Machenschaften erfährt, umso ablehnender wird. Nachdem sie mitbekommt, wie ein 'Verräter' von seinen Kollegen misshandelt und bewusstlos auf der Straße zurückgelassen wird, kündigt sie ihm die Freundschaft und sagt ihm, wenn er sie liebe lasse er sie gehen. 
In der Schlussszene verabschiedet sich Amir von seiner Mutter bevor er mit einem kleinen Boot in Nacht und Sturm auf das Meer hinausfährt. Die Benzinkanister, die er mitnimmt, legen nahe, dass er versucht die weite Strecke bis Aserbeidschan zu fahren.

## Produktion

### Regie, Drehbuch und Filmförderung

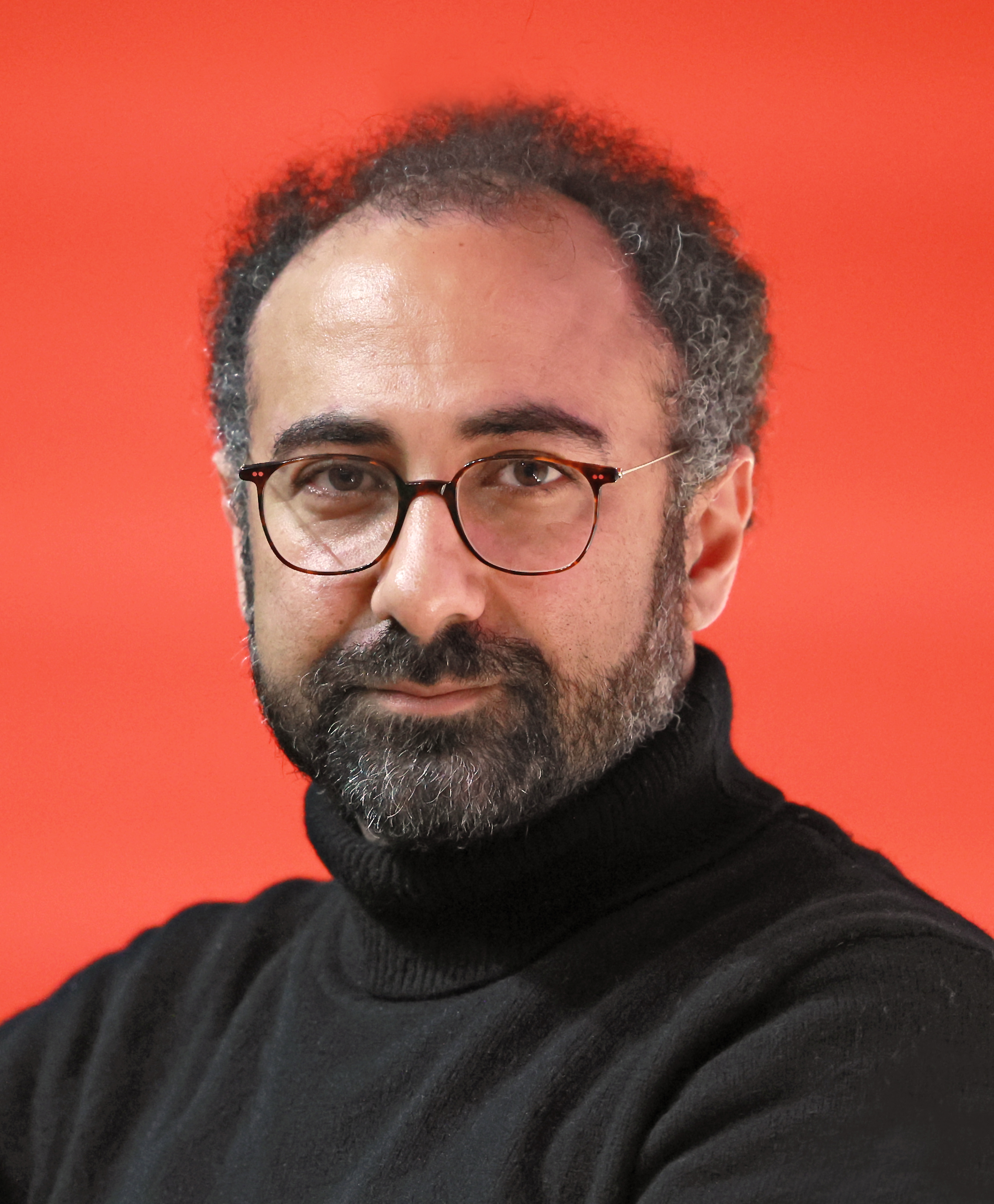
Regisseur Behrooz Karamizade

Regie führte der deutsch-iranische Filmemacher Behrooz Karamizade, der auch das Drehbuch schrieb. Leere Netze ist sein Langfilmdebüt. Sein Kurzfilm Bahar im Wunderland, ein Flüchtlingsdrama, wurde beim Deutschen Menschenrechts-Filmpreis mit dem Bildungspreis ausgezeichnet. Karamizade wurde 1978 im Iran geboren, lebt aber seit 1985 in Deutschland. Nach seinem Schulabschluss war er zwei Jahre lang Assistent des Fotografen Gerhard Kley und begann nach Auslandsaufenthalten im Iran und in China ein Studium an der Kunsthochschule Kassel im Fachbereich Visuelle Kommunikation mit der Spezialisierung auf Film und Fernsehen.
Karamizade besucht regelmäßig seine Verwandten im Iran und erkannte hierbei das größte Problem, das die jungen Generationen dort haben. Man nehme ihnen die Lebensperspektive, da es selbst für gut ausgebildete junge Menschen aufgrund der Inflation, Sanktionen und gesellschaftlichen Restriktionen schwierig sei, ihre Träume zu verwirklichen. Auch würden junge Menschen schon sehr früh in die Ehe gedrängt, ohne Zeit zum Kennenlernen, weshalb der Iran eine sehr hohe Scheidungsrate habe. Über die Mitgift sagt Karamizade, diese sei zur Zeit ihrer Einführung keine schlechte Sache gewesen, da sie eine finanzielle Absicherung für Frauen im Falle einer Eheauflösung bedeutete. Leider habe sich daraus mit der Zeit etwas anderes entwickelt, da es nur noch ums Geld gehe. In seinem Film sei die Liebe zwischen Amir und Narges anfänglich rein und aufrichtig, doch sobald Geld zum Thema wird, entfernten sie sich immer weiter voneinander. Letztlich zerstöre das Geld die Liebe und die Beziehung der beiden.
Der Regisseur wollte die Dinge in seinem Film nicht schwarz-weiß zeigen, sondern in vielen Grautönen. Es sollte ein Film über Menschen sein, die sich so gefangen fühlen wie Fische in einem Netz, da Fische wie junge Menschen seien, die versuchen, sich zu befreien.
Der Film erhielt Produktionsförderungen von der Beauftragten der Bundesregierung für Kultur und Medien in Höhe von 400.000 Euro, vom Deutschen Filmförderfonds in Höhe von rund 125.000 Euro, vom Kuratorium junger deutscher Film in Höhe von 50.000 Euro und von HessenFilm und Medien in Höhe von 350.000 Euro. Von HessenFilm und Medien erhielt der Film zudem 40.000 Euro Verleihförderung.

### Besetzung, Dreharbeiten und Filmschnitt

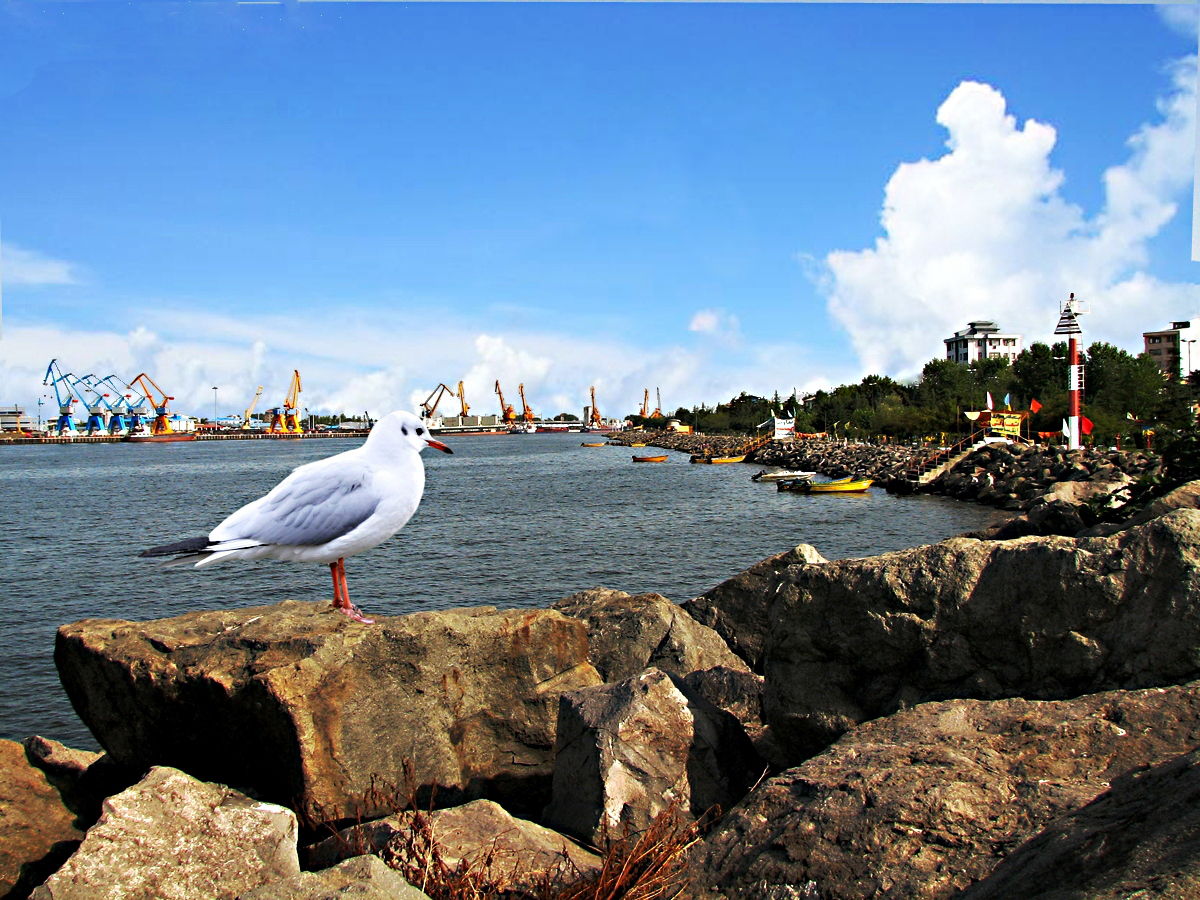
Die Dreharbeiten fanden in den am Kaspischen Meer gelegenen Städten Rascht und Bandar Anzali (Foto) im Norden des Iran statt

Hamid Reza Abbasi und Sadaf Asgari spielen in den Hauptrollen Amir und Narges. Die im Iran erfolgreiche Nachwuchsschauspielerin Asgari war bereits in den Filmen Ta farda von Ali Asgari und Yalda von Massoud Bakhshi in Hauptrollen zu sehen. Für Abbasi handelt es sich um die erste Filmrolle. Dies war Karamizade wichtig, da er die Rolle mit jemandem besetzen wollte, der unberührt wirkt und eine gewisse Unschuld und Naivität ausstrahlt. Keyvan Mohamadi spielt Omid, einen jungen Intellektuellen, mit dem sich Amir in der Fischerei eine Baracke teilt und ein guter Freund wird. Pantea Panahiha spielt Amirs Mutter. Ali Bagheri, ein bekannter Schauspieler im Iran, spielt Rahim, der die Arbeitskräfte für die Fischerei rekrutiert. Mojtaba Bahmani ist in der Rolle von Masoud zu sehen.
Der Film wurde in Farsi gedreht. Die Dreharbeiten fanden zwischen Oktober und Dezember 2021 im Iran statt, in den am Kaspischen Meere gelegenen Städten Rascht und Bandar Anzali im Norden des Landes. Einige Szenen entstanden in einer echten Fischereianlage, andere Szenen, die auf dem Wasser spielen, in einem Schwimmbad und in einem Studio, weil das Meer dort sehr rau ist. Als Kameramann fungierte der Iraner Ashkan Ashkani, der zuletzt für Mohammad Rasulofs Filmdrama Doch das Böse gibt es nicht tätig war.
Filmeditorin Anne Jünemann arbeitete zuletzt für die Politsatire Curveball von Johannes Naber und  Byambasuren Davaas Filmdrama Die Adern der Welt.

### Filmmusik und Veröffentlichung
Die Filmmusik komponierten der deutsche Jazzmusiker Jan Miserre, der Saxophonist und Filmkomponist John Gürtler, mit dem Miserre häufig zusammenarbeitete, unter anderem auch für Die Adern der Welt, und der im Iran geborene Musiker Saba Alizadeh, der Sohn des iranischen Komponisten und Radif-Bewahrers Hossein Alizadeh.
Die Premiere des Films erfolgte am 25. Juni 2023 beim Filmfest München, wo er in der Sektion Neues Deutsches Kino gezeigt wurde. Ab Anfang Juli 2023 erfolgten Vorstellungen beim Internationalen Filmfestival Karlovy Vary, wo der Film im Wettbewerb um den Kristallglobus konkurrierte. Im August 2023 wurde Leere Netze beim Locarno Film Festival gezeigt und Ende des Monats beim Fünf Seen Filmfestival.  Im September 2023 wurde er bei der Filmkunstmesse Leipzig und Anfang Oktober 2023 beim Zurich Film Festival gezeigt. Im November 2023 wurde er beim Wiesbadener Exground Filmfest vorgestellt. Ende November, Anfang Dezember 2023 wurde er beim Kinofest Lünen gezeigt. Der Kinostart in Deutschland erfolgte am 18. Januar 2024. Ende April 2024 wurde der Film beim San Francisco International Film Festival gezeigt. Im Januar 2025 sind Vorstellungen beim Tromsø International Film Festival geplant.

## Rezeption

### Kritiken
Guy Lodge von Variety schreibt, Behrooz Karamizade gehe in seinem Drehbuch nicht so vertrackt mit politischen Einzelheiten um, wie es in Arbeiten seiner Landsleute wie bei Mohammad Rasulofs Doch das Böse gibt es nicht der Fall ist. Er kontrastiere Archetypen, wenn er korrupte Ungeheuer und tugendhafte Opfer einander gegenüberstellt, wodurch der Film etwas Fabelartiges habe. Weiter bemerkt Lodge, Kameramann Ashkan Ashkani tauche die Bilder in nur wenig, kaltes Licht, lediglich die Kopftücher von Narges in ihren leuchtenden Weinrot- und Kurkumatönen wirkten warm.

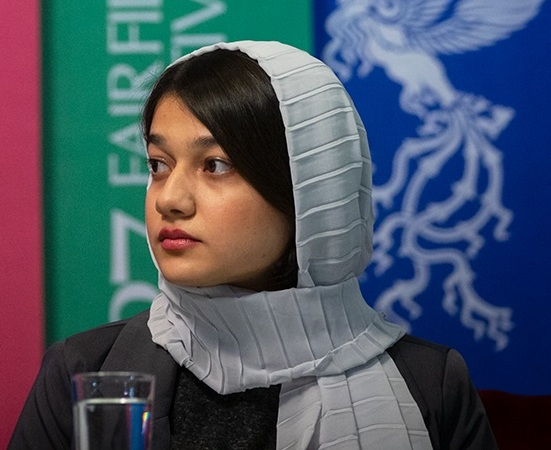
Sadaf Asgari, bekannt aus Ta farda und Yalda, spielt Narges

Elena Lazic vom Online-Filmmagazin Cineuropa schreibt, man könne Leere Netze als eine Tragödie beschreiben, in der Amir auf der Suche nach Geld für Narges‘ Mitgift immer mehr seiner moralischen Prinzipien aufgibt, während sie sich zunehmend Sorgen über sein verändertes Verhalten macht. Das Wort „Tragödie“ jedoch impliziere ein gewisses Maß an Übertreibung, während diese Geschichte allzu plausibel wirke, da es nur wenige Schritte vom Alltag des verliebten, jungen Mannes hin zu einem gefährlichen Kriminellendasein seien.
Die Deutsche Film- und Medienbewertung zeichnete den Film mit dem Prädikat „besonders wertvoll“ aus. In der Begründung heißt es, auch wenn der Fokus auf Amir liege und die Charakterisierung von Narges etwas zu kurz komme, werde damit womöglich zum Ausdruck gebracht, wie sich eine toxische Männlichkeit aus einem Regime heraus entwickelt, das die Wünsche von Frauen in keiner Weise respektiert. Wie gekonnt und zugleich einfach erzählt und das Verhältnis der beiden Liebenden in Bilder gefasst wird, beweise der Anfang des Films, der im Grunde auf geniale Weise den Inhalt von Leere Netze fast schon vorwegnehme.

### Auszeichnungen
Adelaide Film Festival 2023
- Auszeichnung mit dem Feature Fiction Award (Behrooz Karamizade)[23]

Deutscher Drehbuchpreis 2021
- Auszeichnung für das Beste Drehbuch (Behrooz Karamizade)[24]

Deutscher Filmpreis 2024
- Nominierung für die Beste Tongestaltung (Bahman Ardalan, Ansgar Frerich und Florian Beck)
- Nominierung für die Beste Filmmusik (John Gürtler und Jan Miserre featuring Saba Alizadeh)

Deutscher Kamerapreis 2024
- Auszeichnung für den Besten Filmschnitt in der Kategorie Fiktion Kino (Anne Jünemann)[25]

Exground Filmfest 2023
- Nominierung als Bester Film in der Reihe „Made in Germany“[26]

Filmfest München 2023
- Auszeichnung mit dem Förderpreis Neues Deutsches Kino – Produktion (Uschi Feldges)
- Nominierung für den Förderpreis Neues Deutsches Kino – Regie (Behrooz Karamizade)
- Nominierung für den Förderpreis Neues Deutsches Kino – Drehbuch (Behrooz Karamizade)
- Nominierung für den Förderpreis Neues Deutsches Kino – Schauspielerische Leistung (Keyvan Mohamadi)
- Nominierung für den Förderpreis Neues Deutsches Kino – Schauspielerische Leistung (Hamid Reza Abbasi)[27]

Hessischer Filmpreis 2023
- Nominierung als Bester Spielfilm
- Auszeichnung als Bester Newcomer (Behrooz Karamizade)[28][29]

Internationales Filmfestival Karlovy Vary 2023
- Auszeichnung mit dem Sonderpreis der Jury im Wettbewerb um den Kristallglobus[30]

San Francisco International Film Festival 2024
- Lobende Erwähnung in der Sektion Global Visions[31]

Schnitt-Preis 2024
- Nominierung für den Schnitt-Preis Spielfilm (Anne Jünemann)[32]

Zurich Film Festival 2023
- Nominierung im Fokus Wettbewerb[15]